# 反媒體壟斷法修法爭議
反媒體壟斷法修法爭議，發生於2013年，中華民國立法院審查《廣播電視壟斷防制與多元維護法》（經常被稱為《反媒體壟斷法》）草案期間發生的爭議。
《反媒體壟斷法》主要是因為旺旺併購中時中天中視事件、旺旺中時併購中嘉案、台灣壹傳媒賣盤案引發政治效應而制定。

## 草案爭議內容
《廣播電視壟斷防制與多元維護法》草案，主要爭議為第7條與第27條。

### 第7條 〔整合定義〕
2013/4/26 版本
本法所稱廣播電視事業之整合，指廣播電視事業有下列情形之一者：
1. 與他事業合併，或形成共同所有或共同控制關係。
2. 廣播電視事業之同一股東及其關係人直接或間接持有或取得該廣播電視事業之股份或出資額，達股份或資本額總數百分之二十以上，再取得或持有他廣播電視事業之股份或出資額，達股份或資本額總數百分之二十以上。
3. 轉讓或出租全部或主要部分之營業或財產。
4. 與他事業共同經營或委託他人經營。
5. 業務經營或人事任免約定由他人直接或間接控制。
6. 聯合經營。
7. 簽訂二年以上之頻道代理或授權契約，或授權同一頻道代理商居中仲介其頻道節目公開播送累計達三年以上，再與同一頻道代理商簽訂頻道代理或授權契約。

前項第一款所稱共同所有，指二以上事業之股份或資本額總數百分之五十以上由同一自然人或事業及其關係人持有或出資者。
第一項第一款所稱共同控制，指二以上事業由同一自然人或事業及其關係人直接或間接控制事業經營或人事任免，或以其他方法取得實質影響力者。
股份或出資額之計算，應將受讓人之關係人所持有或取得該廣播電視事業之股份及出資額一併計入。

### 第27條 （媒金分離條款）
2013/5/29 修正紀錄
除第一項「媒體」定義及第二項「百分之十」等文字保留外，其餘修正如下:
第二十七條
媒體之發起人、董事、監察人、經理人或受託人，應善盡媒體經營者之公共責任，並謹守利益衝突迴避原則，不得有濫用媒體公器及侵犯新聞專業自主之行為。
金融控股公司、銀行、保險機構及其負責人、其捐助成立之財團法人或其受託人不得持有媒體事業有表決權股份或資本總額超過百分之十。
金融控股公司、銀行、保險機構及其負責人、其捐助成立之財團法人或其受託人違反前項規定者，其超過部分無表決權，並由主管機關命其於限期內處分。
金融控股公司、銀行、保險機構及其負責人、其捐助成立之財團法人或其受託人不得擔任媒體事業之發起人、董事、監察人或經理人。
金融控股公司、銀行、保險機構及其負責人、其捐助成立之財團法人或其受託人違反前項規定者，主管機關得命於限期內免除擔任職務。
前四項負責人指金融控股公司、銀行、保險機構之董事、監察人、總經理、副總經理、協理、經理或與其職責相當之人。

## 事件
2013年6月18日，中華民國新聞媒體自律協會理事長成嘉玲、台北市報業商業同業公會理事長林聖芬、中華民國廣播商業同業公會理事長馬長生等三人拜訪立法院院長王金平，提出陳情書，指出反媒體壟斷法對維護新聞媒體專業自主相關條文值得肯定，部分條文卻擴大規範、越權管轄，違反《中華民國憲法》保障之自由權利，要求刪除相關條文。成嘉玲說，過去新聞界為爭取言論自由、努力廢除《出版法》，如今《出版法》卻藉此法借屍還魂，令人無法接受。
2013年6月21日，報載「媒體壟斷防制及多元維護法草案」（反媒體壟斷法草案）將媒金分離條款納入規範，不過經營有線電視、電視購物頻道的富邦金控董事長蔡明忠以及聯邦商業銀行大股東、《自由時報》創辦人林榮三將因為相關配套條文包括「回溯條款」保留，導致相關配套措施不完整，成為媒金分離的例外。歸納敘述如下：
富邦金控董事長蔡明忠

- 富邦人壽是台灣大的逾3％大股東之一
- 台灣大透過台固媒體買下國內5家系統台，是國內第4大有線電視系統台
- 富邦在台固媒體間接持股比例不到5％
- 以個人及家族名義成立大富媒體
- 大富媒體已收購凱擘(可參照東森媒體集團)

未達反媒體壟斷法對於「整合」定義，必須達到有表決權股份或資本額總數10％以上者。「自然人、四等親」等「關係人」條例未納入媒金分離條款內。
自由時報創辦人林榮三

- 聯邦銀行大股東，未擔任聯邦銀行董事長

媒金分離只規範金控公司負責人不能投資媒體。
中國時報社論，質疑綠營竟然主張，在NCC成立前的既成事實可不受該條文規範。不知是NCC成立前的銀行比較無害，還是NCC成立前的媒體就沒有壟斷？社論主張堅持貫徹「媒金分離」原則，讓所有金融控股公司一起退出媒體。
立委蔡正元痛批「銀行、金控公司是特許行業，掌握大批民眾資金，若反媒體壟斷法草案沒有納入媒金分離、回溯條款，只是保障媒金壟斷集團、懲罰未來想投資媒體的新競爭者，全世界沒有國家會如此作。」，立委林滄敏表示「反媒體壟斷法涉及言論自由，及人民權利義務事項，絕不能有針對性的立法。目前反媒體壟斷法草案版本，明顯僅針對旺旺中時集團規範，其他媒金一體財團卻完全不受管制，相當不應該。」
鈕則勳教授表示，「反媒體壟斷法既然要媒金分離，又不溯及既往，又沒有過渡條款或日落條款，是不是在幫特定的人事護航或量身訂做」、「面對台灣根本不存在壟斷問題而強行立法，憂心未來會不會又造成另一個立法疏失」。媒體人唐湘龍表示，「反媒體壟斷法根本是一個沒有必要的法律」，「呼籲NCC，如果認為台灣有媒體壟斷現象，就該自己站上第一線，不要都只是順著市場風向球走，一不小心十天前的對就變成十天後的錯。」
6月24日，九○一反媒體壟斷聯盟召開記者會。九○一反媒體壟斷聯盟發言人管中祥表示，6年多前在NCC成立時，包括媒體觀察基金會等多個公民團體就曾拜會NCC，盼制訂國內首部反媒體壟斷專法。他和聯盟的立場都是一致，也就是反媒體壟斷法應該「玩真的」，不該為特定集團或打擊特定集團進行修法。並強調，有人指草案中訂定編輯室公約是「出版法復辟」，但這根本是顛倒是非，只有媒體老闆才不喜歡編輯室公約，不是記者，呼籲朝野政黨應信守承諾，盼立法院可以盡速通過《反媒體壟斷法》。
前金管會主委、中央研究院研究員施俊吉反駁，反媒體壟斷法實施後，任何媒體事業都要遵守媒金分離，包括自由時報和聯邦銀行、大富媒體與富邦金控、旺中的國票金控與旺旺友聯，都有媒金合一疑慮存在，都要進行修正。「旺中集團看不懂法律！」「（我）不知（中時）在吵什麼東西！」施俊吉也表示，媒金分離有管制原則後，完全不需要「回溯條款」。
6月26日，《自由時報》撰述委員兼台灣新聞記者協會理事長陳曉宜不滿中天新聞台在新聞中影射她是林榮三的打手、誣指她主張「媒金分離不需回溯」，至國家通訊傳播委員會提出檢舉；學者黃國昌提出聲援陳曉宜。6月27日，《中國時報》記者李明賢批評，陳曉宜是《自由時報》員工，卻以台灣新聞記者協會理事長身份支持反媒體壟斷法，未利益迴避。
2014年1月22日，風傳媒報導，根據特偵組「特他字第61號案」監聽卷宗，四海幫金主、中華民國衛星廣播電視事業商業同業公會理事長練成瑜，為避免反媒體壟斷法通過後對媒體業進行管制，對包括民進黨立法院黨團總召集人柯建銘、立法院交通委員會國民黨籍召集委員李鴻鈞等人進行遊說，最後使國民黨與民進黨在2013年聯手封殺反媒體壟斷法。柯建銘等人否認這項報導。
2016年11月21日，ETtoday東森新聞雲的直播節目討論台灣數位光訊科技宣布購買東森電視事件，主持人賴憲政說，在新的媒體怪獸即將成形的時候，反媒體壟斷運動的團體到哪裡去了，「是不是應該站出來守護四年前的理念」；來賓台灣團結聯盟台北市議員陳建銘說，敬告曾經支持反媒體壟斷運動的民進黨，不要換了位置就換了腦袋，「別以為執政了就不會有社會運動」。
2018年5月19日，黃國昌以時代力量黨主席身分發表寫給就任總統2周年的總統兼民進黨主席蔡英文看的公開信，他說，反媒體壟斷的立法，到現在連草案都提不出來。